# やきとん

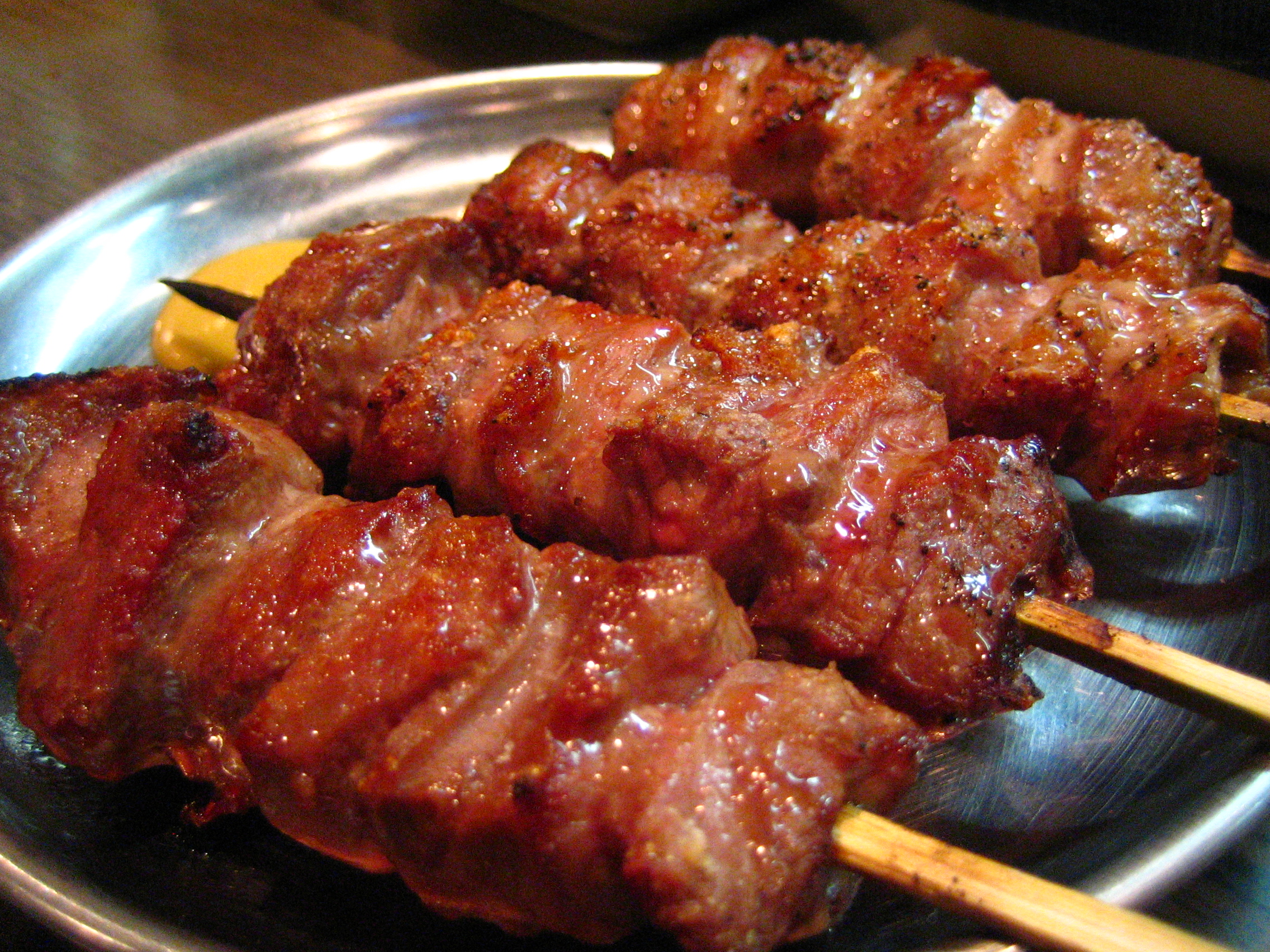
焼きとん

やきとん（焼きとん、焼きトンとも）は、焼き鳥の調理法を使用し、主な食材を豚肉とした串焼き料理である。豚のもつを使用したものは「ホルモン焼き」と呼ぶこともある。
調理方法や味付けに関しては「焼き鳥」を参照のこと。

## 概要
調理方法や味付けも焼き鳥と同じであるが、塩、醤油だれの他、味噌だれの味付けで供されることもある。
豚肉（バラ肉、肩ロースなど）を一口大に切ったものを、タマネギ等と一緒に竹串に刺し通しあぶり焼きしたものは「豚串」「豚の串焼き」とも呼ぶことがある。また、豚のもつを使用したものもある。

種類は、豚の各部位が使用される。
関東地方では、戦後の闇市で大衆的な食べ物として人気となった。酒の肴として焼き鳥以外に豚の内臓肉を使用したものが「やきとん」と呼ばれ、低価格メニューとして親しまれている。

## 地域差

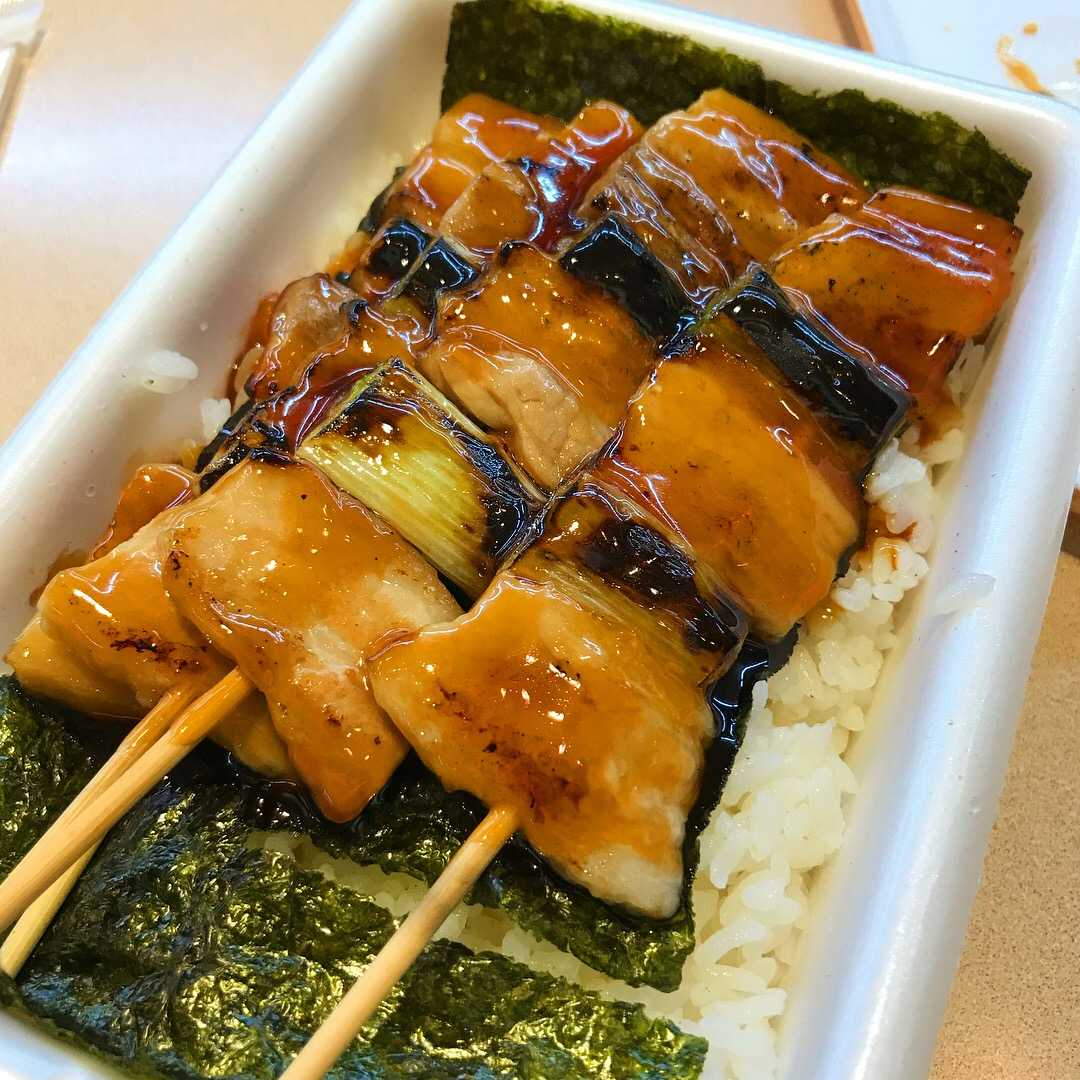
豚肉を使った北海道函館市、ハセガワストアの「やきとり弁当」

豚肉を使用していても「やきとり」「焼き鳥」の名称で定着しており、「やきとん」とは呼ばれない地域がある。
- 北海道南部では、鶏肉の焼き鳥以上に多く食されており、鶏と豚を総称して「やきとり」「焼き鳥」と呼ばれる。その中でも代表的な「室蘭やきとり」は豚肉とタマネギの串焼きのことであり、室蘭市で「やきとり」といえば豚肉のイメージが特に強い。
- 埼玉県東松山市では、「やきとり」は豚肉を焼いたものとして定着しており、東松山焼鳥組合加盟のやきとり屋であっても鶏肉を焼いた本来の焼鳥を扱わない店舗も少なくない（扱っていてもメインはあくまで豚）。東松山のやきとりは、豚のほほ肉（かしら）を焼き鳥同様に焼いたものにニンニク唐辛子味噌を塗って食べる名物料理である。
- 九州の焼き鳥屋では、鶏以外にも多種の食材を串焼きにしており、その中でも豚のバラ肉を串焼きにした「豚バラ」（または「豚串」）は最も代表的な「焼き鳥」である。